# Rut pri Melvičah
Rut pri Melvičah (nemško Kreuth ob Mellweg) je naselje občine Šmohor - Preseško jezero v okraju Šmohor na Koroškem v Avstriji.